# 2-га загальновійськова армія (РФ)
2-га гвардійська загальновійськова Червонопрапорна армія (2 ЗА, в/ч 22223) — оперативне військове об'єднання Сухопутних військ Збройних сил РФ чисельнісю в армію. Перебуває у складі Центрального військового округу. Штаб армії — місто Самара, вул. Фрунзе, 165. Частини армії розташовані у Самарській, Оренбурзькій й Пензенській областях та в Удмуртії.

## Історія
Після розпаду СРСР, у 1993 році, 2-га гвардійська танкова армія Радянської армії була виведена зі Східної Німеччини. Її передислокували до Приволзького військового округу. Тут відповідно до директиви Головного штабу Сухопутних військ від 11 листопада 1993 р управління 2-ї гвардійської танкової Червонопрапорної армії переведено на новий штат і отримало найменування управління 2-ї гвардійської загальновійськової Червонопрапорної армії.
Відповідно до наказу Міністра оборони Російської Федерації від 3 серпня 1997 № 040 і директивою Головнокомандувача Сухопутними військами від 25 грудня 1997 року № 453/1/0820 управління армії було розформовано, а її з'єднання та військові частини передані до складу Приволзького військового округу.
1 травня 1998 року армія була розформована. 

### Відтворення 2001 року
Сформована на виконання директиви начальника Генерального штабу Збройних Сил Російської Федерації від 17 квітня 2001 року № 314/2/0300 «Про перетворення Приволзького і Уральського військових округів в Приволзько-Уральський військовий округ і формуванні 2-ї загальновійськової армії», і директиви командувача військами Приволзького військового округу від 27 квітня 2001 року № 15/1/0230. Згідно з цими директивами, управління Приволзького військового округу на 1 вересня 2001 було переформовано в управління 2-ї загальновійськової армії. Штаб армії був розміщений в штабі розформованого Приволзького військового округу в м. Самара.
4 вересня 2001 року на підставі директиви начальника Генерального штабу Збройних сил РФ Бойовий прапор 2-ї гвардійської танкової Червонопрапорної армії з гвардійської і орденської стрічками, почесна грамота, виписка з історичної довідки були отримані в Центральному музеї Збройних сил Росії. Відповідно до указу Президента Російської Федерації від 19 листопада 2002 року № 1337, Бойовий Прапор та орден розформованої в 1998 році 2-ї гвардійської танкової Червонопрапорної армії передані до 2-ї загальновійськової армії. Надалі армія іменується 2-га гвардійська загальновійськова Червонопрапорна армія. Тим самим було підтверджено право спадкоємності розформованої в 1998 році 2-ї гвардійської танкової Червонопрапорної армії.
З'єднання та військові частини 2-ї загальновійськової армії дислокуються на території трьох суб'єктів Російської Федерації: Республіки Башкортостан, Оренбурзької, Самарської областей, де проживає понад 13 мільйонів осіб. Площа території, на якій дислокуються з'єднання та військові частини об'єднання становить 524,4 тис. км².
Низка військових частин армії брала участь в антитерористичній операції на Північному Кавказі. 13 військовослужбовців армії удостоєні високого звання Героя Російської Федерації, з них 7 — посмертно.
За підсумками 2015 року частини армії взяли участь у понад 100 навчаннях, провели близько 360 бойових стрільб у складі підрозділів, понад 3,5 тис. Занять з вогневої підготовки, близько 2 тис. Занять з водіння бойових машин.
Бере участь у російсько-українській війні (з 2022 року).

## Командувачі армією
- гвардії генерал-майор, з листопада 2001 року генерал-лейтенант Вербицький Олексій Іванович (18 вересня 2001 — лютий 2005);
- гвардії генерал-лейтенант Студенікін Олександр Ігорович (лютий 2005 — 3 січня 2006);
- гвардії генерал-майор, з 23 лютого 2007 генерал-лейтенант Скоков Сергій Іванович (5 січня 2006—2008);
- гвардії генерал-майор Макаревич Олег Леонтійович (січень 2008—2009);
- гвардії генерал-майор Калоєв Хасан Бекович (ТВО) (2009 — 28 червень 2010);
- гвардії генерал-майор Журавльов Олександр Олександрович (28 червня 2010 — січень 2014 року);
- гвардії генерал-майор, з 11 червня 2016 генерал-лейтенант Серіцкій Ігор Анатолійович (січень 2014 — вересень 2016)[5];
- гвардії генерал-майор Жидко Геннадій Валерійович (вересень 2016 — грудень 2017)[6];
- Герой Російської Федерації гвардії генерал-майор Мурадов Рустам Усманович (грудень 2017 — грудень 2018)[7].
- гвардії генерал-майор, з 20 лютого 2020 генерал-лейтенант Колотовкін Андрій Володимирович (грудень 2018 — лютий 2022)
- гвардії генерал-майор Гуров Вячеслав Миколайович

## Дислокація
З'єднання і частини армії дислокуються на території наступних суб'єктів Російської Федерації:
- Оренбурзька область,
- Самарська область,
- Пензенська область,
- Республіка Удмуртія.

## Склад

### 2018
- 15-та окрема гвардійська мотострілецька Берлінська Червонопрапорна, ордена Кутузова бригада (миротворча), в/ч 90600 (смт Рощинський)
- 27-ма гвардійська мотострілецька Омсько-Новобузька Червонопрапорна, ордена Богдана Хмельницького дивізія, в/ч 12128 (с. Тоцьке)
- 30-та окрема мотострілецька бригада, в/ч 45863 (смт Рощинський)
- 385-та гвардійська артилерійська Одеська Червонопрапорна, ордена Богдана Хмельницького бригада, в/ч 32755 (с. Тоцьке)
- 92-га ракетна бригада, в/ч 30785 (с. Тоцьке);
- 297-ма зенітна ракетна бригада, в/ч 02030 (с. Леонидівка, Пензенська область);[8]
- 91-ша Келецька орденів Олександра Невського і Червоної Зірки бригада управління, в/ч 59292 (м Самара);
- 105-та бригада МТЗ, в/ч 11386 (смт Рощинський);
- 2-й полк РХБ захисту, в/ч 18664 (м. Самара);
- 39-й інженерно-саперний полк (сище Кізнер. Удмуртія);
- 53-й окремий батальйон радіоелектроної боротьби (м. Самара);
- 71-й вузол зв'язку (с. Калинівка);
- 2934-та станція супутникового зв'язку (смт Рощинський);
- 323-й вузол фельд'єгерської-поштового зв'язку (м. Самара);
- 1388-ма командний розвідувальний центр, в/ч 23280 (м. Самара);
- 103-тя топографічна частина (м. Самара).